# 荒木見悟
荒木 見悟（あらき けんご、1917年（大正6年）5月21日 - 2017年〈平成29年〉3月22日）は、日本の中国哲学者。九州大学名誉教授。

## 人物
広島県佐伯郡廿日市町生まれ。1942年九州帝国大学法文学部支那哲学科卒、1944年長崎師範学校助教授、1949年福岡学芸大学助教授、1959年「朱子の哲学」で九州大学文学博士。
1962年九州大学文学部助教授、1968年教授、1983年定年退官、名誉教授、皇學館大學教授、北九州大学教授、1987年久留米大学教授。1990年勲二等瑞宝章受勲。
2017年〈平成29年〉3月22日に死去。99歳没。没後に正四位に叙された。

## 著書
- 『仏教と儒教 中国思想を形成するもの』平楽寺書店、1963。研文出版、1993
- 『明代思想研究 明代における儒教と仏教の交流』創文社 東洋学叢書、1972
- 『仏教と陽明学』第三文明社・レグルス文庫、1979／法蔵館文庫[3] 2024
- 『明末宗教思想研究 管東溟の生涯とその思想』創文社 東洋学叢書、1979
- 『叢書・日本の思想家 46 東沢瀉』[4]明徳出版社、1982
- 『釈迦堂への道』葦書房、1983
- 『陽明学の開展と仏教』研文出版、1984
- 『雲棲【シュ】宏の研究』大蔵出版、1985
- 『叢書・日本の思想家 27 亀井南冥　亀井昭陽』明徳出版社、1988
- 『中国思想史の諸相』中国書店、1989
- 『李二曲』明徳出版社 シリーズ陽明学[5]、1989
- 『明清思想論考』研文出版、1992
- 『陽明学の位相』研文出版、1992
- 『中国心学の鼓動と仏教』中国書店、1995
- 『島田藍泉伝』ぺりかん社、2000
- 『憂国烈火禅 禅僧覚浪道盛のたたかい』研文出版、2000
- 『陽明学と仏教心学』研文出版、2008

### 訳注
- 『竹窓随筆』明徳出版社 中国古典新書、1969
- 『禅の語録 17　大慧書』筑摩書房、1969、新装版2016
- 『日本思想大系 34　貝原益軒・室鳩巣』井上忠共校注 岩波書店、1970
- 「朱子文集・語類抄」- 責任編集『世界の名著 続4　朱子・王陽明』中央公論社、1974。新装版中公バックス、1978
- 『日本の禅語録 3 大応』講談社、1978。「語録・崇福禅寺語録」を収録
  - 『禅の古典 2 大応国師語録』講談社、1982。選書・抜粋版
  - 新装版『禅入門 3　大応 語録』講談社、1994
- 『禅の語録 14　輔教編』筑摩書房、1981、新装版2016
- 呂坤『呻吟語』「中国の古典」講談社、1986／講談社学術文庫、1991。編訳
- 『仏教経典選 14　中国撰述経典Ⅱ 楞厳経』筑摩書房、1986
- 容肇祖『明代思想史』秋吉久紀夫共訳、北九州中国書店、1996

### 記念論文集
- 『中国哲学史研究論集 荒木教授退休記念』葦書房、1981